# Blaven
Blaven är ett berg i Storbritannien.   Det ligger i kommunen Highland och riksdelen Skottland, i den nordvästra delen av landet, 700 km nordväst om huvudstaden London. Toppen på Blaven är 928 meter över havet, eller 859 meter över den omgivande terrängen. Bredden vid basen är 13,6 km. Blaven ligger på ön Skye. Det ingår i Cuillin Hills.
Terrängen runt Blaven är huvudsakligen kuperad.Trakten runt Blaven består i huvudsak av gräsmarker.